# Delahaye Type 109
Der Delahaye Type 109 ist ein Pkw-Modell der Zwischenkriegszeit. Hersteller war Automobiles Delahaye in Frankreich.

## Beschreibung
Die Fahrzeuge wurden zwischen 1929 und 1931 hergestellt. Entworfen und produziert wurden die Fahrzeuge bei Chenard & Walcker, die seit 1927 eine Zusammenarbeit mit Delahaye hatten. Der Chenard & Walcker Y 9 ist ähnlich.
Der Vierzylinder-Ottomotor war in Frankreich mit 8 CV eingestuft. Er hat 69 mm Bohrung, 100 mm Hub, 1496 cm³ Hubraum und leistet 27 PS. Er ist vorn im Fahrgestell eingebaut und treibt die Hinterachse an.
Der Radstand beträgt 265 cm. 90 km/h Höchstgeschwindigkeit sind möglich. Bekannt sind die Karosseriebauformen Tourenwagen, Limousine, Cabriolet und Coupé, ferner gab es eine Lieferwagen-Variante.
Insgesamt entstanden etwa 3100 Fahrzeuge.
Ein in einem schlechten Zustand erhaltenes Fahrzeug von 1930 wurde 2017 für 5355 Pfund Sterling versteigert. Eine gut erhaltene viertürige Limousine von 1932 erzielte Ende 2022 auf einer Auktion mit 9192 Euro nur wenig mehr.